# Guy Méano
Guy Méano (* 11. November 1934 in Aix-en-Provence; † 1. Februar 2023 ebenda) war ein französischer Fußballspieler.

## Karriere
Der jüngere Bruder des Nationalspielers Francis Méano (1931–1953) begann das Fußballspielen 1945 im Kindesalter beim SSMC Miramas. Zwei Jahre darauf erfolgte der Wechsel in die Jugendmannschaft des AS Aix. Bei dem Klub wurde er zum Stürmer ausgebildet. 1953 stieg Aix in die zweite Liga auf und er war für den Kader vorgesehen, womit er den Sprung in den Profibereich geschafft hatte. Er etablierte sich sofort als Stammspieler und erzielte gleich in seinem ersten Profijahr zwölf Treffer. In der Saison 1955/56 gelangen ihm sogar 16 Tore und er erweckte das Interesse des Erstligisten Stade Rennes, der ihn im Sommer 1956 unter Vertrag nahm.
Am 26. August 1956 kam er mit 22 Jahren gegen die US Valenciennes-Anzin zu seinem Erstligadebüt, wobei er den Treffer zum 3:0-Endstand erzielen konnte. Auch auf dem höchsten Niveau des französischen Fußballs etablierte er sich sofort als Stammspieler. Wichtige Teamkollegen, die ihm in der Offensive während seiner gesamten Zeit in Rennes zur Seite standen, waren Mahi Khennane und Stanislas Dombeck. 1957 musste er am Ende seines ersten Jahres den Abstieg seiner Mannschaft hinnehmen. Im Verlauf der nachfolgenden Spielzeit traf er 17 Mal das Ziel und leistete dadurch seinen Beitrag zum direkten Wiederaufstieg. Anschließend erlebte er zwei Jahre Erstligafußball, bis er Rennes 1960 den Rücken kehrte und zum Zweitligisten AS Cannes wechselte. Bei Cannes blieb er für drei Spielzeiten und war zunächst fester Teil der ersten Elf, wurde ab 1962 jedoch überhaupt nicht mehr aufgeboten. 1963 beendete er 28-jährig nach 94 Erstligapartien mit 21 Toren sowie 185 Zweitligaspielen mit 70 Treffern seine Profilaufbahn. Er kehrte zurück zu seinem drittklassig antretenden Ex-Arbeitgeber aus Miramas und stand für diesen noch bis 1966 regelmäßig auf dem Platz.